# NATO Forward Presence
Wysunięta Obecność NATO (ang. NATO Forward Presence) – przyjęta w trakcie szczytu NATO w Warszawie w 2016 inicjatywa utrzymywania na terytorium państw Organizacji Traktatu Północnoatlantyckiego ograniczonej obecności wojskowej w postaci batalionowych grup bojowych celem zagwarantowania bezpieczeństwa na tzw. wschodniej flance NATO.
Utrzymywane są dwie formy Wysuniętej Obecności: wzmocniona Wysunięta Obecność (ang. enhanced Forward Presence – eFP) w Estonii, Litwie, Łotwie i Polsce (od 2017) oraz Bułgarii, Rumunii, Słowacji i Węgrzech (od 2022) oraz dostosowana Wysunięta Obecność (ang. tailored Forward Presence – tFP) w Bułgarii i Rumunii.

## Historia
Rosyjskie działania zbrojne wymierzone w integralność Ukrainy (aneksja Krymu przez Rosję i wojna w Donbasie) znacząco zmieniły sytuację geopolityczną w środkowej i wschodniej Europie. Koniecznością stało się zagwarantowanie bezpieczeństwa nowym państwom członkowskim Paktu Północnoatlantyckiego, tj. przyjętych do Sojuszu po 1999 r., zwłaszcza w rejonie tzw. wschodniej flanki NATO (przede wszystkim Polska i państwa bałtyckie, a także Rumunia i Bułgaria).
W rezultacie postanowień podjętych w trakcie szczytu NATO w Warszawie w dniach 8–9 lipca 2016 r. państwa członkowskiego NATO rozpoczęły przemieszczanie sił sojuszniczych w ramach dwóch form inicjatywy Wysuniętej Obecności:
- enhanced Forward Presence (eFP), wzmocniona Wysunięta Obecność – zwiększenie potencjału obrony i sił odstraszania poprzez utworzenie w Polsce, Litwie, Łotwie i Estonii batalionowych grup bojowych złożonych z kontyngentów państw członkowskich,
- tailored Forward Presence (tFP), dostosowana Wysunięta Obecność – wzmocnienie bezpieczeństwa Rumunii i Bułgarii poprzez wsparcie wojskowe stacjonującej w Rumunii Wielonarodowej Dywizji Południowo-Wschodniej i podległej jej Wielonarodowej Brygady Południowo-Wschodniej[1].

Na nadzwyczajnym szczycie NATO w Brukseli 24 marca 2022 r., zwołanym po pełnoskalowej inwazji Rosji na Ukrainę, państwa członkowskie podjęły decyzję o zwiększeniu sił zaangażowanych w eFP oraz jednoczesnym rozszerzeniu wzmocnionej Wysuniętej Obecności o kolejne cztery państwa: Słowację, Węgry, Rumunię i Bułgarię.

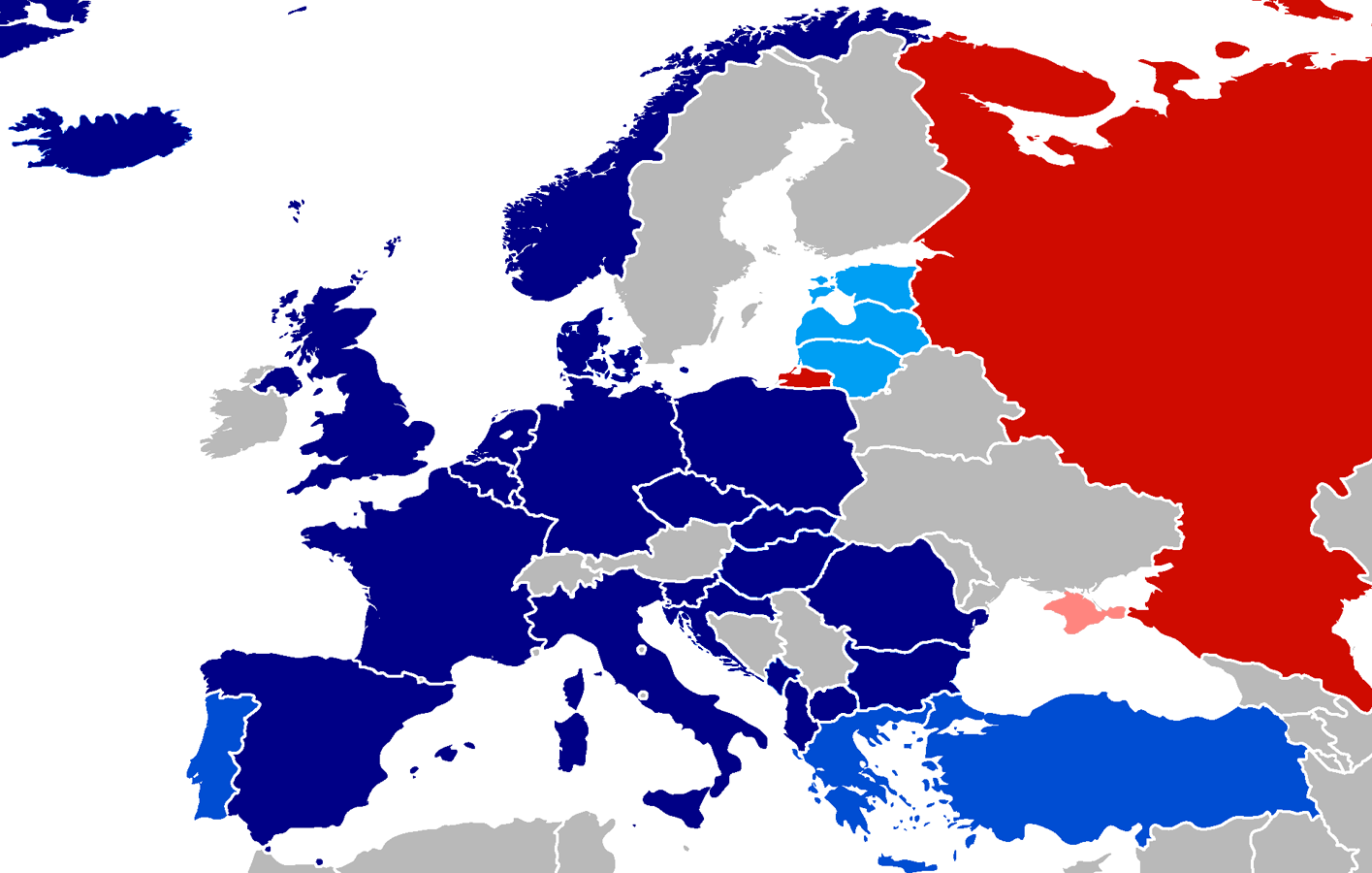
Państwa NATO uczestniczące w eFP (stan na listopad 2022)

## Enhanced Forward Presence (eFP)
Wzmocniona Wysunięta Obecność ma charakter defensywny, obejmujący dwa główne zakresy:
- wzmocnienie potencjału obronnego NATO w Europie Środkowo-Wschodniej – od przystąpienia do Paktu przez Polskę, Czechy i Węgry w 1999 oraz państwa bałtyckie, Słowację, Rumunię i Bułgarię w 2004 na ich terytoriach nie stacjonowały znaczące siły sojusznicze,
- odstraszanie – obecność wojsk z państw NATO oznacza, że atak na państwa tzw. wschodniej flanki jest jednoznaczny z konfliktem zbrojnym z pozostałymi członkami NATO, reagującymi odpowiednio zgodnie z zapisami artykułu 5. traktatu północnoatlantyckiego[3].

Zasadniczym elementem wzmocnionej Wysuniętej Obecności jest osiem batalionowych grup bojowych (BGB, stan na czerwiec 2024):
| Grupa bojowa | Państwo-gospodarz | Garnizon | Państwo ramowe    | Pozostałe państwa                                                                                        | Liczebność | Liczebność | Liczebność | Liczebność | Liczebność | Liczebność |
| Grupa bojowa | Państwo-gospodarz | Garnizon | Państwo ramowe    | Pozostałe państwa                                                                                        | V 2017     | II 2018    | III 2019   | X 2020     | III 2021   | XI 2022    |
| ------------ | ----------------- | -------- | ----------------- | --- | ---------- | ---------- | ---------- | ---------- | ---------- | ---------- |
| BGB Estonia  | Estonia           | Tapa     | Wielka Brytania   | Francja, Islandia                                                                                        | 1100       | 1001       | 1073       | 964        | 1166       | 1373       |
| BGB Łotwa    | Łotwa             | Ādaži    | Kanada            | Albania, Czarnogóra, Czechy, Hiszpania, Islandia, Macedonia Północna, Polska, Słowacja, Słowenia, Włochy | 1138       | 1170       | 1401       | 1525       | 1473       | 1840       |
| BGB Litwa    | Litwa             | Rukłe    | Niemcy            | Belgia, Czechy, Holandia, Islandia, Luksemburg, Norwegia                                                 | 1022       | 1404       | 1055       | 1233       | 1287       | 1805       |
| BGB Polska   | Polska            | Orzysz   | Stany Zjednoczone | Chorwacja, Czechy, Rumunia, Turcja, Wielka Brytania                                                      | 1270       | 1117       | 1218       | 1010       | 1031       | 1805       |
| BGB Słowacja | Słowacja          | Lešť     | Czechy            | Niemcy, Słowacja, Słowenia                                                                               | 0          | 0          | 0          | 0          | 0          | 1056       |
| BGB Węgry    | Węgry             | Tata     | Węgry             | Chorwacja, Stany Zjednoczone, Turcja, Włochy                                                             | 0          | 0          | 0          | 0          | 0          | 1054       |
| BGB Rumunia  | Rumunia           | Cincu    | Francja           | Belgia, Luksemburg, Macedonia Północna, Polska, Portugalia, Stany Zjednoczone                            | 0          | 0          | 0          | 0          | 0          | 1126       |
| BGB Bułgaria | Bułgaria          | Kabile   | Włochy            | Albania, Bułgaria, Chorwacja, Czarnogóra, Grecja, Macedonia Północna, Stany Zjednoczone, Turcja          | 0          | 0          | 0          | 0          | 0          | 945        |
| Łącznie      | Łącznie           | Łącznie  | Łącznie           | Łącznie                                                                                                  | 4530       | 4692       | 4747       | 4732       | 4957       | 10232      |

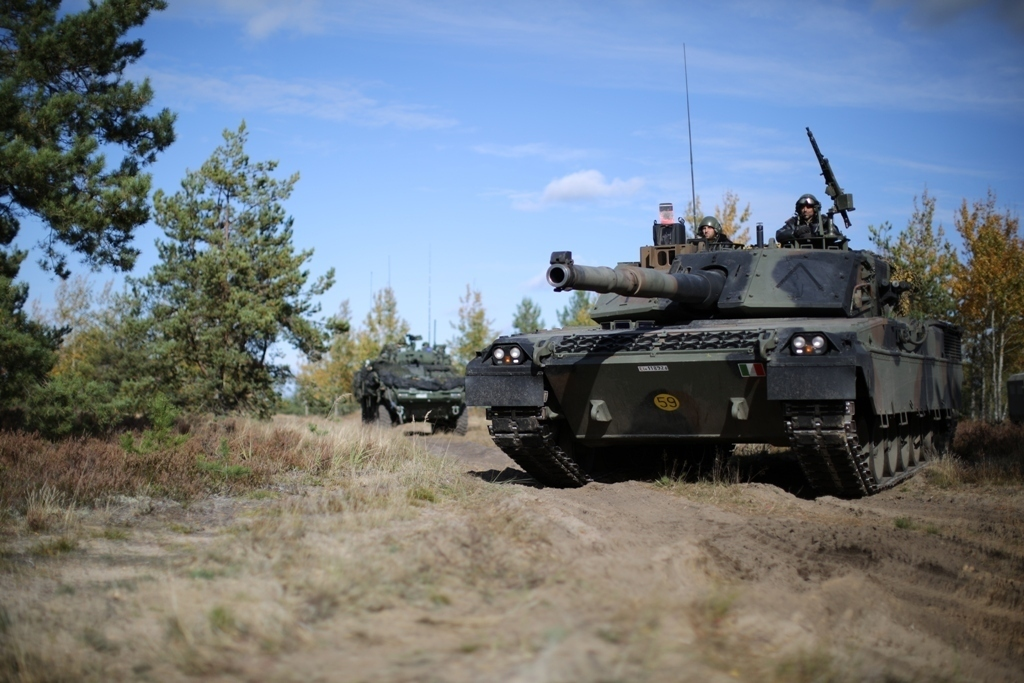
Włoski czołg C-1 Ariete i kanadyjski transporter opancerzony LAV 6.0 w trakcie ćwiczeń Silver Arrow

Każda grupa bojowa liczy ok. 1000-2000 żołnierzy, stacjonujących w systemie rotacyjnym (6-miesiecznym). Status państwa ramowego oznacza wyznaczenie kadry kierowniczej grupy, jednostki bojowej oraz odpowiedniego zaplecza wsparcia i logistycznego.
Grupy bojowe w systemie krajowym przydzielone są do odpowiednich brygad zmechanizowanych państw-gospodarzy (m.in. estońska 1 Brygada Piechoty, łotewska Brygada Piechoty Zmotoryzowanej, litewska Brygada Zmechanizowana Żelazny Wilk i polska 15 Brygada Zmechanizowana), z którymi prowadzą cykl szkoleń, utrzymujących stałą gotowość bojową grup. W systemie międzynarodowym grupy bojowe koordynowane są przez wielonarodowe dywizje wojsk NATO: podlegające Wielonarodowemu Korpusowi Północno-Wschodniemu z dowództwem w Szczecinie Wielonarodową Dywizję Północny-Wschód z kwaterą główną w Elblągu (grupy bojowe w Polsce i na Litwie) oraz Wielonarodową Dywizję Północ w Ādaži (grupy bojowe na Łotwie i w Estonii), podlegącą Wielonarodowemu Korpusowi Południowo-Wschodniemu Wielonarodoweą Dywizję Południowo-Wschodnią w Bukareszcie (grupy bojowe w Bułgarii i Rumunii) i Wielonarodową Dywizję Centrum w Székesfehérvár (grupy bojowe na Słowacji i Węgrzech).
Zaplecze logistyczne i infrastrukturalne w swoim zakresie zapewniają państwa-gospodarze w ramach HNS (Host Nation Support). Do inicjatywy eFP zostały włączone Grupy Integracyjne Sił NATO (NATO Force Integration Unit – NFIU) utworzone w 2015 wielonarodowe jednostki wojskowe, stacjonujące w Polsce, Litwie, Łotwie, Estonii, Słowacji, Węgrzech, Rumunii i Bułgarii. Wsparcie NFIU obejmuje planowanie, rozlokowanie i integrację kontyngentów narodowych w ramach grup bojowych oraz grup bojowych z przydzielonymi brygadami.
Struktura organizacyjna grupy bojowej na przykładzie kanadyjskiej (struktura organizacyjna ulega zmianom wynikającym z rotacyjnej obecności kontyngentów narodowych, stan na czerwiec 2019).
| - Dowództwo i sztab Batalionowej Grupy Bojowej - kompania piechoty zmotoryzowanej - kompania piechoty zmotoryzowanej - kompania zmechanizowana - kompania zmechanizowana - kompania czołgów - bateria artylerii - kompania saperów - kompania wsparcia (Combat Support, CS) | narodowe elementy logistyczne - Narodowy Element Wsparcia - kompania Garrison Services (GS) - kompania Health Services (HSS) - kompania Engineer Services (ESS) - Narodowy Element Wsparcia - Narodowy Element Wsparcia - Narodowy Element Wsparcia - Narodowy Element Wsparcia - Narodowy Element Wsparcia |

1. ↑  Na stałe stacjonuje tylko wyposażenie baterii, personel przysyłany jest na czas ćwiczeń (Canada adds artillery battery to its Latvian forces. LSM. [dostęp 2020-01-14]. (ang.).)
2. ↑  Support tłumaczone jest na język polski jako wsparcie (Bojowe wsparcie. Polska Zbrojna. [dostęp 2020-03-09]. (pol.).), nie stanowi jednak odpowiednika polskich kompanii wsparcia czyli pododdziału artylerii

## Tailored Forward Presence (tFP)
Dostosowana Wysunięta Obecność ma inny charakter niż wzmocniona Wysunięta Obecność: opiera się głównie na wsparciu rumuńskich sił zbrojnych w procesie formowania i funkcjonowania MND-SE – Wielonarodowej Dywizji Południowy-Wschód (powstałej na bazie rumuńskiej 1 Dywizji Piechoty w Bukareszcie). MNDSE jest wielonarodowym dowództwem szczebla dywizyjnego, składającego się z żołnierzy z następujących państw: Rumunia (państwo ramowe), Albania, Bułgaria, Francja, Grecja, Kanada, Niemcy, Polska, Portugalia, Słowacja, Stany Zjednoczone, Turcja, Węgry, Wielka Brytania. Dywizja osiągnęła zdolność operacyjną 22 marca 2018, uzyskując możliwość dowodzenia siłami sojuszniczymi w południowo-wschodniej Europie.
Rumunia jest zarówno państwem-gospodarzem tFP jak i państwem-kontrybutorem eFP: wystawia baterię przeciwlotniczą do Batalionowej Grupy Bojowej w Polsce. Wsparcie Rumunii w zakresie planistycznym i organizacyjnym zapewniają Grupy Integracyjne Sił NATO w Rumunii i Bułgarii.
Trzon MND-SE stanowi Wielonarodowa Brygada Południowy-Wschód (na bazie 2 Brygady Piechoty w Krajowej). W przeciwieństwie do eFP wielonarodowa grupa bojowa nie stanowiła zwartej jednostki, a pododdziały podporządkowane były dowództwu brygady. W 2019 brygadę tworzyli żołnierze z następujących państw: Rumunia (państwo ramowe), Bułgaria, Hiszpania, Polska, Portugalia, Stany Zjednoczone.
Bieżąca działalność jednostek tFP polega podtrzymywaniu zdolności bojowej poprzez szkolenie dowództw i pododdziałów rumuńskich (20., 22., 26. bataliony piechoty, 325 batalion artylerii, 205 batalion artylerii przeciwlotniczej, 116 batalion logistyczny) oraz sojuszniczych stacjonujących rotacyjnie w Rumunii (m.in. polska kompania piechoty zmotoryzowanej) oraz dyslokowanych czasowo na czas ćwiczeń.